# ウラジーミル・コテルニコフ
ウラジーミル・アレクサンドロヴィチ・コテルニコフ（コテリニコフ、ロシア語: Влади́мир Алекса́ндрович Коте́льников, ラテン文字転写: Vladimir Aleksandrovich Kotel'nikov, 1908年 - 2005年）はソビエト連邦の無線工学者、電子工学者。『Theory of Optimum Noise Immunity』（直訳：最適雑音耐性理論）の著者として知られる。クロード・シャノン以前に標本化定理を証明していた人物でもある。

## 経歴
コテルニコフは1908年にカザンで生まれた。彼の家は学者の家系であり、父は数学の教授、祖父はカザン大学の学部長だった。彼は後のモスクワ電力工学研究所 (MEI)に入学し、1931年に無線工学の学士号を取得して卒業すると大学院に進学して研究を続け、1933年の論文で標本化定理を証明した。独ソ戦当時は開戦前から安全に無線通信を行う方法を研究しており、開戦後はウファに疎開して研究を続けた。1944年にモスクワに戻ると1947年に後に自身の代表作として知られることになる論文『Theory of Optimum Noise Immunity』を書き上げ、博士号を取得した。後に彼はMEIの無線工学の教授、学部長の地位に就いた。また、1953年にソ連科学アカデミーで無線・電子工学研究所 (IRE) が新設されると副所長に就任、翌年には所長に昇進した。1969年から1988年にはソ連科学アカデミーの副会長を務めていた。また、1973年から1980年にはロシア・ソビエト連邦社会主義共和国の最高会議の議長を務めた。2005年2月に死去した。

## 業績
コテルニコフは工学において標本化定理を最初に証明した人物である。1933年、彼は『О пропускной способности эфира и проволоки в электросвязи』（英訳：On the Capacity of the “Ether” and Cables in Electrical Communication）という題名の論文を発表した。少なくとも19世紀半ばには数学者がすでにサンプリング理論の基礎研究を進めていたとはいえこの論文は工学において標本化定理を証明した最初の学術文献だったが、当時はソ連内でも彼の業績はほとんど知られていなかった。一般的にはこの定理は1928年の論文で予測したハリー・ナイキスト、1949年に独自に証明したクロード・シャノンの2人の功績として知られておりコテルニコフの業績の知名度は低いが、1977年に標本化定理を数学者ホイッテーカーの名前も加えてWKS定理 (Whittaker-Kotelnikov-Shannon theorem) という名称が提案が出され、1999年にエドゥアルト・ライン財団の基礎研究賞を受賞するなど、20世紀後半になってから彼の功績として評価されることになった。
コテルニコフは旧ソ連では暗号理論の権威としても知られている。彼は周波数変換に経時的変化を組み合わせるという秘話の基礎となる自動暗号化理論を考案し、独ソ戦直前の1941年6月にはこの基礎理論に関する機密報告書を作成していた。彼はその年の秋に研究所ごとウファに疎開して研究を続け、彼の考案した通信方法を用いた装置は1942年から1945年にかけてモスクワと前線をつなぐ通信手段として利用され、終戦前後には他国首脳との連絡手段としても利用された。
1947年には博士論文として、後に自身の代表作として知られることになる『Theory of Optimum Noise Immunity』（直訳：最適雑音耐性理論）を発表した。これに書かれているn次元空間におけるシグナルの表記法は、後に信号空間ダイヤグラムにおいて重要な位置を占めることになった。また、当時は未発表だった決定理論を統計解析に使用しており、いくつかの発見は後に別の研究者の功績として広まったという。このように、この論文は当時としては非常に画期的な内容で出典論文もなく、査読の際は査読依頼を断る数学者もいるなど審査員を確保するのが困難なほどだったという。この論文は1956年にソ連で単行本として出版され、1959年には米国でも翻訳出版されることになった。
彼はまたソ連の宇宙開発分野にも関与していた。1947年にソ連が宇宙開発計画を開始すると、MEIの無線工学部では遠隔測定法も研究されていたためにコテルニコフも計画に加わることになった。また、彼が1954年から所長を務めたIREでは対流圏における極超短波の伝播の研究も行われ、レーダーによる惑星の測定やマッピングなどに役立てられることになった。1964年、彼は宇宙分野における業績によりレーニン賞を授与された。

## 主な受賞歴
- 1943年、1946年 - スターリン賞第1席[14]
- 1964年 - レーニン賞[1]
- 1999年 - エドゥアルト・ライン財団の基礎研究賞[1]：標本化理論を最初に公式化した功績を称えて授与された[20]。
- 2000年 - IEEEアレクサンダー・グラハム・ベル・メダル[1]
- 2003年 - the Order "For Services to Motherland" of the first degree：コテルニコフが初の受章者[21]。

## 人柄・評価
無線・電子工学研究所 (IRE) のYurii V Gulyaevによると、コテルニコフは穏やかで冷静な人柄だったという。また、彼のおかげで研究所はなごやかな雰囲気で、職員の間で喧嘩が起きることはなかったとも述べている。オープン大学のChris Bissellはロシアの伝記では偉大な科学者に対する誇張表現が含まれている可能性もあると指摘する一方で、それを考慮しても彼はカリスマ的指導者だったようだと推測している。

## エピソード
- 独ソ戦中にスターリン章を授与されたコテルニコフは、その賞金を前線のために寄付したという。この寄付金で戦車が1台作られたという[14]。

- 2003年のロシアの日刊紙『イズベスチヤ』のインタビューでは、コテルニコフは最高会議の議長職について「それは私の人生で最も簡単な仕事だったに違いない。だが、最も目立つ仕事でもあったのだ。運命の皮肉だ」[注釈 3]と述べている[8]。